# Rauw Alejandro
Raúl Alejandro Ocasio Ruiz (San Juan, Puerto Rico, 10 de gener de 1993), més conegut pel seu nom artístic Rauw Alejandro, és un raper, cantant i compositor porto-riqueny. Pertany a «la nova generació» de cantants urbans de Puerto Rico. El seu àlbum debut, Afrodisíaco, es va publicar el novembre de 2020.

## Biografia
El Raúl va néixer el 10 de gener de 1993 a San Juan (Puerto Rico) i es va criar a Canóvanas i Carolina. El seu pare, el guitarrista Raúl Ocasio, i la seva mare, la corista María Nelly Ruiz, van introduir-lo en algunes de les seves influències musicals com Elvis Presley, Michael Jackson i Chris Brown. Durant molts anys, l'Alejandro i el seu pare van viure als Estats Units, principalment a Miami i a la ciutat de Nova York, on es va inspirar en els gèneres R&B i dancehall. És amic d'infància amb també raper porto-riqueny Anuel AA; ambdós van anar a la mateixa escola i van tenir classes junts.
De petit va competir en els concursos de talents escolars, perquè li apassionava el ball. Després de graduar-se a l'institut, es va matricular a la Universitat de Puerto Rico. Des dels sis anys fins als vint anys, també va jugar a futbol, però després ho va deixar perquè «no podia actuar com s'esperava» i va patir una lesió als vint anys. Es va traslladar a Orlando, Florida, per intentar ser fitxat per jugar a la Premier Development League (PDL), però finalment no li va reeixir. Malgrat això, Alejandro segueix jugant i mirant el futbol amb regularitat com a afició. El futbolista portuguès Cristiano Ronaldo és el seu idol i jugador favorit.
Després de deixar el futbol, va caure en una lleugera depressió, de manera que per millorar el seu estat d'ànim va optar per a la música i va començar a publicar cançons a través de SoundCloud el 2014. El novembre del 2016, va llançar el seu primer mixtape debut titulat Punto de Equilibrio. El gener de 2017 va signar un contracte amb la disocogràfica Duars Entertainment. El 2018, va ser escollit per Sony Music Latin per formar part de Los Próximos, un projecte amb el qual la discogràfica volia llançar nous talents musicals. El projecte el va ajudar a guanyar fama i, com a resultat, altres artistes notables el van descobrir i proposar-li col·laboracions com ara Pa 'Tu Casa de Kevin Roldán i Khea i Luz Apaga d'Ozuna, Lunay i Lyanno aquell any. El desembre del 2017, va llançar el seu primer senzill com a artista principal, titulat «Toda» amb Alex Rose. Va arribar al lloc número 29 de les llistes de Billboard Hot Latin Songs el novembre de 2018. Un remix de «Toda» amb Cazzu, Lenny Tavárez i Lyanno va ser llançat el maig del 2018. La cançó va tenir èxit, amb el videoclip que té més de 1.000 milions de visualitzacions a YouTube des del novembre de 2020. El gener del 2019 va publicar el senzill «Que le dé» amb Nicky Jam. El desembre de 2019, la seva cançó «Fantasias» amb Farruko va arribar al lloc número 12 de la llista d'èxits llatins dels Estats Units. És la posició més alta que han assolit les seves cançons, juntament amb «Tattoo». Les dues cançons s'hi van mantenir durant vint setmanes, la durada més alta per a una cançó d'Alejandro fins a la data.
L'àlbum de debut d'Alejandro, Afrodisíaco, es va publicar el 13 de novembre de 2020. Va ser precedit pel llançament de les cançons i vídeos, «Enchule», el remix de «Elegí» i «Reloj», amb Anuel AA.

## Vida personal
Des de finals de 2019, manté una relació amb la cantant catalana Rosalía, que va fer pública el setembre de 2021. Tots dos havien treballat junts al seu àlbum d'estudi debut, Afrodisíaco, que va sortir a la venda el 13 de novembre de 2020. Al març de 2023, van anunciar que llançarien un EP conjunt titulat "RR". Malgrat que la parella va anunciar el seu compromís el 24 de març del 2023, pocs mesos després es va fer pública la seva ruptura.

## Discografia

### Àlbums
- Afrodisíaco (2020)
- Vice Versa (2021)
- Trap Cake vol 2 (2022)
- Saturno (2023)
- Playa Saturno (2023)

#### Mixtapes
- Punto de Equilibrio (2016)[22]

#### EPs
- Trap Cake, Vol. 1 (2019)[23]
- Trap Cake, Vol. 2 (2022)
- RR (amb Rosalía) (2023)

#### Àlbums en directe
- Concert Virtual en Temps de COVID-19 Des del Coliseo de Puerto Rico (2020)[24]

### Senzills

#### Com a artista principal
| "Toda" (amb Alex Rose i el remix amb Cazzu amb Lenny Tavárez i Lyanno)                          | 2017 | —  | 29 | 12  | —  | 45 | - RIAA: 6× Platí (Espanyol) - PROMUSICAE: Or                                                                                     | singles de cap àlbum |
| "Que Le Dé" (amb Nicky Jam)                                                                     | 2019 | —  | 42 | 77  | —  | 77 | - RIAA: 2× Platí (Llatí) - AMPROFON: 2× Platí                                                                                    | singles de cap àlbum |
| "El Efecto" (amb Chencho Corleone)                                                              | 2019 | —  | —  | 10  | 22 | 32 | - RIAA: Or (Llatí) - AMPROFON: 2× Platí+Or - FIMI: Or - PROMUSICAE: Platí                                                        | singles de cap àlbum |
| "Fantasías" (amb Farruko)                                                                       | 2019 | —  | 12 | 2   | —  | 4  | - RIAA: 8× Platí (Llatí) - AMPROFON: Diamant+Or - PROMUSICAE: 3× Platí                                                           | singles de cap àlbum |
| "El Efecto (Remix)" (amb Chencho Corleone, Dalex, Lyanno, Kevvo i Bryant Myers)                 | 2019 | —  | —  | —   | —  | 49 | - AMPROFON: Platí - PROMUSICAE: Or                                                                                               | singles de cap àlbum |
| "Tattoo"                                                                                        | 2020 | —  | 12 | 5   | —  | 3  | - RIAA: 3× Platí (Espanyol) - AMPROFON: 3× Platí - PROMUSICAE: 2× Platí                                                          | singles de cap àlbum |
| "Fantasías (Remix)" (amb Farruko, Anuel AA, Natti Natasha i Lunay)                              | 2020 | —  | —  | —   | —  | 16 | - AMPROFON: Platí - PROMUSICAE: Platí                                                                                            | singles de cap àlbum |
| "Elegí" (amb Dalex i Lenny Tavárez amb Dimelo Flow)                                             | 2020 | —  | —  | 4   | —  | 26 | - RIAA: Platí (Espanyol) - AMPROFON: Platí - PROMUSICAE: Or                                                                      | singles de cap àlbum |
| "Ponte Pa' Mí" (amb Myke Towers i Sky Rompiendo)                                                | 2020 | —  | —  | —   | —  | 32 | - PROMUSICAE: Or | Afrodisíaco          |
| "Algo Mágico"                                                                                   | 2020 | —  | —  | 100 | —  | 69 | | Afrodisíaco          |
| "Tattoo (Remix)" (amb Camilo)                                                                   | 2020 | —  | 7¹ | 1¹  | —  | 2  | - AMPROFON: Platí+Or - PROMUSICAE: Platí                                                                                         | Afrodisíaco          |
| "Elegí (Remix)" (amb Dalex i Lenny Tavárez amb Anuel AA, Sech, Justin Quiles i Dimelo Flow)     | 2020 | —  | —  | 4   | —  | 26 | | Afrodisíaco          |
| "La Nota" (amb Manuel Turizo i Myke Towers)                                                     | 2020 | —  | —  | 25  | —  | 3  | | Dopamina             |
| "Enchule"                                                                                       | 2020 | —  | —  | —   | —  | —  | | Afrodisiaco          |
| "Reloj" (amb Anuel AA)                                                                          | 2020 | —  | 16 | 11  | —  | —  | | Afrodisiaco          |
| "Baila Conmigo" (amb Selena Gomez)                                                              | 2021 | 74 | 4  | 9   | —  | 7  | - PROMUSICAE: Platí | Revelación           |
| "2/Catorce" (amb Mr. Nasgai)                                                                    | 2021 | —  | 17 | 12  | —  | —  | - CAPIF: Or | Vice Versa           |
| "Todo de Ti"                                                                                    | 2021 | 45 | 2  | 2   | 95 | 1  | - RIAA: 6× Platí (Llatí) - AMPROFON: Diamant+Or - FIMI: Platí - AFP: Platí - CAPIF: Platí - IFPI SWI: Or - PROMUSICAE: 10× Platí | Vice Versa           |
| "Sexo Virtual"                                                                                  | 2021 | —  | 20 | 96  | —  | 19 | - AMPROFON: Platí - PROMUSICAE: Platí                                                                                            | Vice Versa           |
| "Cúrame"                                                                                        | 2021 | —  | 18 | 15  | —  | 3  | - AMPROFON: Or - PROMUSICAE: 4× Platí                                                                                            | Vice Versa           |
| "Nostálgico" (amb Rvssian i Chris Brown)                                                        | 2021 | —  | 11 | 49  | —  | 3  | - RIAA: 5× Platí (Llatí) - AMPROFON: Or - PROMUSICAE: 2× Platí                                                                   | singles de cap àlbum |
| "Problemón" (amb Álvaro Díaz)                                                                   | 2021 | —  | 46 | 79  | —  | 85 | - RIAA: Platí (Llatí) | Felicilandia         |
| "Desesperados" (amb Chencho Corleone)                                                           | 2021 | 91 | 5  | 4   | —  | 1  | - RIAA: 4× Platí (Llatí) - AMPROFON: Platí - PROMUSICAE: 2× Platí                                                                | Vice Versa           |
| "Te felicito" (amb Shakira)                                                                     | 2022 | 67 | 10 | 1   | —  | 3  | - RIAA: 13× Platí (Llatí) - AMPROFON: 4× Platí - IFPI SWI: Or - PROMUSICAE: 6× Platí                                             | Per anunciar         |
| "Lokera" (amb Lyanno and Brray)                                                                 | 2022 | 99 | 11 | 74  | —  | 13 | - RIAA: 4× Platí (Llatí) - AMPROFON: 3× Platí - PROMUSICAE: 2× Platí                                                             | Saturno              |
| "Party" (amb Bad Bunny)                                                                         | 2022 | 14 | 4  | 33  | —  | 7  | - PROMUSICAE: Platí | Un Verano Sin Ti     |
| "Punto 40" (amb Baby Rasta)                                                                     | 2022 | —  | 11 | 33  | —  | 5  | - RIAA: Platí (Llatí) - AMPROFON: Platí+Or - PROMUSICAE: 2× Platí                                                                | Saturno              |
| "Dime Quién????"                                                                                | 2022 | —  | 36 | —   | —  | 80 | | Saturno              |
| "Lejos del Cielo"                                                                               | 2022 | —  | 15 | —   | —  | 26 | | Saturno              |
| "Panties y Brasieres" (amb Daddy Yankee)                                                        | 2023 | —  | 24 | —   | —  | 24 | - RIAA: Platí (Llatí) - PROMUSICAE: Platí                                                                                        | Saturno              |
| "Tamo en Nota" (amb Ángel Dior)                                                                 | 2023 | —  | —  | —   | —  | 20 | - PROMUSICAE: Or | singles de cap àlbum |
| "Beso" (amb Rosalía)                                                                            | 2023 | 52 | 4  | 11  | 23 | 1  | - IFPI SWI: Or - PROMUSICAE: 2× Platí                                                                                            | RR                   |
| "Rauw Alejandro: Bzrp Music Sessions, Vol. 56" (amb Bizarrap)                                   | 2023 | —  | 36 | 10  | —  | 1  | | singles de cap àlbum |
| "Baby Hello" (amb Bizarrap)                                                                     | 2023 | —  | —  | 31  | —  | 2  | | Playa Saturno        |
| "—" vol dir que un enregistrament no ha estat catalogat o no s'ha publicat en aquest territori. |      |    |    |     |    |    | |                      |

Notes:
 
- Nota 1: utilitza entrades de gràfics combinades per a "Tattoo" i "Tattoo (Remix)".

#### Com a artista destacat
| "Luz Apaga" (Ozuna amb Lunay, Rauw Alejandro i Lyanno)                                          | 2018 | 26 | 63 | 50 | - PROMUSICAE: Or                                    | Non-album single                                       |
| "Mírame" (amb Nio Garcia i Lenny Tavárez i remix amb Myke Towers, Casper Magico i Darell)       | 2019 | 31 | 43 | -  | - RIAA: Platí (llatí) - RIAA: Platí (llatí) (Remix) | Now or Never                                           |
| "Vuelva a Ver (Remix)" (Dalex, Lyanno i Justin Quiles amb Sech i Rauw Alejandro)                | 2019 | -  | 82 | -  |                                                     | Climaxxx                                               |
| "Trapperz A Mafia Da Sicilia" (amb Felp 22 i Duki amb MC Davo i Fuego)                          | 2019 | -  | 74 | -  |                                                     |                                                        |
| "Cuerpo en Venta" (amb Noriel, Myke Towers i Almighty)                                          | 2019 | -  | -  | 34 | - PROMUSICAE: Or                                    |                                                        |
| "Tequila Sunrise" (amb Cali y El Dandee)                                                        | 2019 | -  | -  | -  | - RIAA: Or (llatí)                                  | Colegio                                                |
| "Suave (Remix)" (amb Jey Blessing i Los Fantastikos)                                            | 2019 | -  | -  | 81 |                                                     |                                                        |
| "Hoy Se Bebe (Remix)" (amb Nio Garcia i Brytiago)                                               | 2019 | -  | 90 | -  |                                                     |                                                        |
| "Nada" (amb Cazzu i Lyanno amb Dalex)                                                           | 2019 | -  | 65 | -  |                                                     | Error 93                                               |
| "Dream Girl (Remix)" (amb Ir-Sais)                                                              | 2019 | 25 | 15 | -  | - RIAA: Platí (llatí) - AMPROFON: Platí             | Non-album singles                                      |
| "Contando Lunares (Remix)" (Don Patricio amb Anitta i Rauw Alejandro)                           | 2020 | -  | 59 | -  |                                                     | Non-album singles                                      |
| "TBT" (amb Sebastián Yatra i Manuel Turizo)                                                     | 2020 | 16 | 29 | 39 | - RIAA: Or (llatí) - PROMUSICAE: Or                 | Non-album singles                                      |
| "4 besos" (amb Lola Indigo i Lalo Ebratt)                                                       | 2020 | -  | -  | 7  | - PROMUSICAE: Platí                                 | Non-album singles                                      |
| "La Cama (Remix)" (amb Lunay, Myke Towers, Ozuna i Chencho Corleone)                            | 2020 | -  | -  | 16 | - PROMUSICAE: Or                                    | Está de Moda, Noche de Travesuras i Si Te Dejas Llevar |
| "Lento (Remix)" (amb Lauren Jauregui)                                                           | 2021 | -  | -  | -  |                                                     |                                                        |
| "—" vol dir que un enregistrament no ha estat catalogat o no s'ha publicat en aquest territori. |      |    |    |    |                                                     |                                                        |

## Premis i nominacions
| Premi                   | Any  | Obra             | Categoria                        | Resultat  | Ref    |
| ----------------------- | ---- | ---------------- | -------------------------------- | --------- | ------ |
| American Music Awards   | 2021 | N/A              | Artista Masculí Preferit - Llatí | Nominat   | [ 39 ] |
| American Music Awards   | 2021 | Afrodisíaco      | Millor Àlbum - Llatí             | Nominat   | [ 39 ] |
| Latin Grammy Awards     | 2020 | N/A              | Millor Artista Nou               | Nominat   | [ 40 ] |
| Latin Grammy Awards     | 2021 | "Todo de Ti"     | Disc de l'any                    | Nominat   | [ 41 ] |
| Latin Grammy Awards     | 2021 | "Todo de Ti"     | Cançó de l'any                   | Nominat   | [ 41 ] |
| Latin Grammy Awards     | 2021 | "Tattoo (Remix)" | Millor fusió/actuació urbana     | Guanyador | [ 41 ] |
| MTV Europe Music Awards | 2021 | N/A              | Millor Acte Nou                  | Nominat   | [ 42 ] |
| MTV Europe Music Awards | 2021 | N/A              | Millor Acte Nou                  | Nominat   | [ 42 ] |
| MTV Europe Music Awards | 2021 | N/A              | Millor acte caribeny             | Nominat   | [ 42 ] |